# Ідеалізація
Ідеалізація — творення ідеалу через виокремлення та узагальнення деяких ознак реальних явищ.
У науці ідеалізація є методом пізнання, який полягає в уявному конструюванні об'єктів, яких не існує в дійсності (наприклад, абсолютно тверде тіло, точка, лінія, абсолютно чорний предмет тощо).
Ідеалізація містить момент абстрагування від реальних предметів та процесів. Такі створені ідеальні предмети стають простішими ніж реальні, завдяки чому виникає можливість застосовувати до них математичні методи дослідження.